# 緊急救命病院
『緊急救命病院』（きんきゅうきゅうめいびょういん）は、2003年から2005年まで日本テレビ系「火曜サスペンス劇場」で放送されたテレビドラマシリーズ。全3回。主演は斉藤由貴。
同じく斉藤由貴が看護師役で主演した「火曜サスペンス劇場」の『救命救急センター』シリーズとは別の作品である。

## キャスト

### 玉川中央病院
松浦温子
演 - 斉藤由貴（幼少期：荒原美咲〈第1作〉）
主任看護師。
滝沢邦子
演 - 角替和枝
看護師長。
佐々木恭子
演 - 伊藤あい（第2作・第3作）
看護師。
藤村真弓
演 - 益子梨恵（第2作・第3作）
看護師。
津島千秋
演 - 河村和奈（第2作・第3作）
看護師。
紺野美奈子
演 - 押田恵（第2作・第3作）
看護師。
深見佳代子
演 - 岡江久美子
医長。

### その他
荒木
演 - 三波豊和
刑事。

### ゲスト
第1作「血染めの松葉杖が断ち切った介護家族の放火の謎」（2003年）
- 高田祥子（弁当屋従業員） - 大谷直子
- 高田敏行（祥子の夫） - 辰巳琢郎
- 高田瑞希（敏行と祥子の娘） - 大谷みつほ
- 高田秀雄（敏行の父・脳梗塞で身体が不自由） - 織本順吉
- 上野雅代（パチンコ店従業員・敏行の愛人） - 三原じゅん子
- 山内（刑事） - 湯江健幸
- 今井頼絵（看護師） - 楊原京子
- 羽生田慎一（玉川中央病院 医師） - 加藤満
- 水野京子 - 高橋里奈
- 救急隊員 - 田村義晃、足立学
- みちるの父 - 恵有一
- みちるの母 - 森崎よしえ
- 吉永翔（現鳳恵弥）、藤田瞳子、西歩見、阪本浩之、小野敦子、酒井麻吏

第2作「悲鳴をあげて転落する車椅子が暴く介護老人の懺悔の写経と血塗られた鋏の指紋」（2004年）
- 島本健一（元小児科医・半年前交通事故で下半身不随） - 伊武雅刀
- 塚田美紗緒（ヘルパー） - 国生さゆり
- 都倉昌彦 - 梨本謙次郎
- 宇野仁美（島本の元妻） - 赤座美代子
- 富岡（刑事） - 篠原さとし
- 内山晴美 - 遠野舞子

第3作「敏腕ナースの昼と夜の顔呼吸器切断で露呈した院内犯罪と親友の不倫象牙の塔に秘められた白衣の天使の嫉妬心」（2005年）
- 有村日沙子（玉川中央病院 看護師・温子の看護学校時代の親友） - 川上麻衣子
- 板谷百合江（板谷の妻） - 大西結花
- 三宅薫（百合江の実姉） - 藤吉久美子
- 戸田高代（玉川中央病院 看護師） - 大村彩子
- 堀内（玉川中央病院 研修医） - 吉岡毅志
- 宮下（玉川中央病院 医師） - 六角精児
- 横山（刑事） - 湯江健幸
- 秋野しず江（玉川中央病院 入院患者） - 伊佐山ひろ子
- 山路道夫（玉川中央病院 入院患者） - 田山涼成
- 有村沙紀（日沙子の娘・4歳） - 諸星すみれ
- 健司（玉川中央病院 入院患者） - 小林三起
- 吉岡卓郎（板谷総合病院 事務長・百合江の愛人） - 斉藤文太
- 鑑識班員 - 福田望
- 板谷紀彦（板谷総合病院 院長・入婿・日沙子の元恋人） - 美木良介

## スタッフ
- 企画 - 酒井浩至
- 脚本 - 西村タカシ
- 音楽 - 糸川玲子
- 監督 - 吉本潤（第1作）、広瀬襄（第2作・第3作）
- 医事指導 - 北里研究所病院
- 選曲 - 合田豊
- 技術協力 - バル・エンタープライズ
- 美術協力 - KHKアート
- 編集・MA - 3one
- チーフプロデューサー - 増田一穂（第1作）、梅原幹（第2作）
- プロデューサー - 倉田貴也、藤田裕一（第1作）、代情明彦（第2作・第3作）
- 製作著作 - 東北新社
- 制作 - 日本テレビ

## 放送日程
| 話数 | 放送日        | サブタイトル                                                                                          | 脚本       | 監督   | 視聴率 |
| ---- | ------------- | --- | ---------- | ------ | ------ |
| 1    | 2003年6月24日 | 血染めの松葉杖が断ち切った介護家族の放火の謎                                                          | 西村タカシ | 吉本潤 | 16.8%  |
| 2    | 2004年8月03日 | 悲鳴をあげて転落する車椅子が暴く介護老人の懺悔の写経と血塗られた鋏の指紋                              | 西村タカシ | 広瀬襄 | 15.3%  |
| 3    | 2005年7月12日 | 敏腕ナースの昼と夜の顔呼吸器切断で露呈した院内犯罪と 親友の不倫象牙の塔に秘められた白衣の天使の嫉妬心 | 西村タカシ | 広瀬襄 |        |

- 視聴率はビデオリサーチ調べ、関東地区・世帯